# Notación de danza

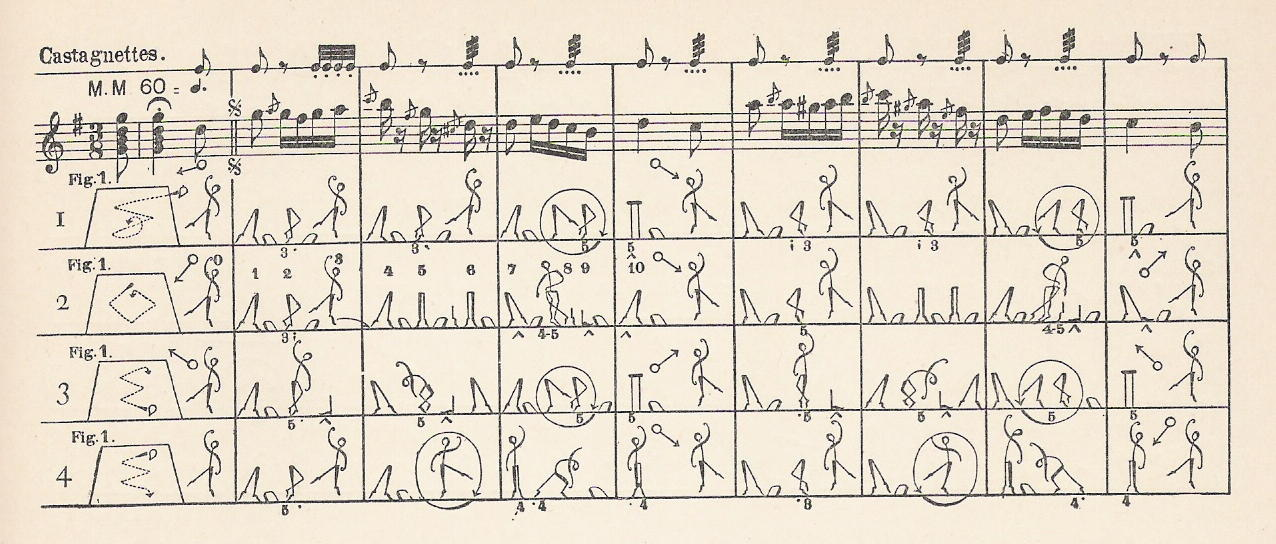
La Cachucha, de Friedrich Albert Zorn.

La notación de danza es la representación simbólica de los movimientos y formas de la danza humana, utilizando métodos tales como símbolos gráficos y figuras, dibujos de trayectorias, sistemas numerales, y notaciones con letras y palabras. Existen varios sistemas de notación, muchos de los cuales han sido diseñados para documentar tipos específicos de danza. Una notación de danza grabada que describe una danza es denominada registro de danza.
En la danza la notación es la traducción de movimientos en cuatro dimensiones (el espacio y el tiempo) con signos que se registran en un papel de dos dimensiones. Inclusive existe una quinta “dimensión” que se podría denominar dinámica que está relacionada con la calidad, textura, y desarrollo del movimiento, que debería ser también capturada por un sistema de notación completo, si bien muchos de los sistemas de notación existentes no la registran.
Las poses de la danza registradas mediante dibujos se remontan a pinturas en paredes de comienzos del período dinástico en Egipto, vasos de la antigua Grecia que representan figuras bailando, y ejemplos iconográficos as otras culturas. En India se han encontrado descripciones relatadas de las danzas, especialmente en un libro del siglo II a. C.. En Europa, durante los siglos XV y XVII, se escribieron numerosos tratados sobre danza que contienen descripciones a menudo acompañadas de dibujos. Sin embargo, ninguno de ellos puede ser identificado con un sistema definido que permita capturar los movimientos de la danza (no solo posiciones) y permitir con posterioridad la reconstrucción fidedigna.

## Uso
El uso primario de la notación de danza era preservar la danza a través de documentación, y permitir analizar o reconstruir coreografías, formas de danza, y ejercicios técnicos. En etnocoreologia, se utiliza la notación de danza para documentar la danza para su estudio. Los dos sistemas más utilizados en la cultura occidental son la notación Laban (también denominado Kinetografia Laban) y la notación de movimiento Benesh. Otros dos sistemas, la notación de movimiento Eshkol-Wachman y  DanceWriting, son usados pero en menor medida.
Varios sistemas de notación fueron utilizados solo para tipos específicos de danza. Ejemplos en este sentido son la notación de danza abreviada para danzas de Israel, la notación de danza Morris para la danza Morris, y la notación Beauchamp-Feuillet para la danza barroca. Numerosos sistemas de notación de danza son diseñados específicamente para danzas europeas y, por lo tanto, no permiten describir de manera efectiva las danzas de otras culturas. Ejemplos de danzas no europeas son las danzas policéntricas de muchas culturas africanas, donde los desplazamientos del cuerpo en el espacio desempeñan un rol menos importante que los movimientos de cambios de forma del cuerpo. Algunos investigadores de la danza han intentado desarrollar sistemas de notación para este tipo de danzas.

## Historia

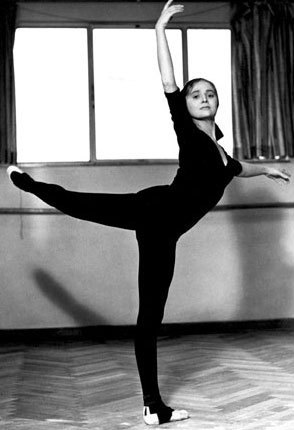
Un ejemplo de una pose de danza
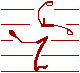
y su notación "dancewriting" correspondiente.

En la década de 1680, Pierre Beauchamp inventó un sistema de notación de danza para la danza barroca. Su sistema denominado notación Beauchamp-Feuillet, fue publicado en 1700 por Raoul-Auger Feuillet y se lo utilizó para guardar registros de las danzas durante el siglo XVIII.
Una importante colección de registros de danzas es la colección Serguéyev, que utiliza el sistema de notación de Vladímir Stepánov. Esta colección incluye los registros del repertorio del Ballet Imperial (en la actualidad ballet Kírov/Mariinski) de comienzos del siglo XX, incluidas los diseños de las coreografías originales de Marius Petipa de La Bella Durmiente, Giselle, Le Corsaire y El Lago de los Cisnes, además de la coreografía de Coppélia y la versión original de El cascanueces. Fue utilizando esta colección que las obras antes mencionadas fueron presentadas por primera vez fuera de Rusia.
En 1948, Hanya Holm fue la primera coreógrafa de Broadway que consiguió registrar la propiedad intelectual de sus registros de danza por su obra Kiss Me Kate.
En 1975, Ann Hutchinson Guest reconstruyó el Pas de Six del ballet La Vivandière de 1844 obra del coreógrafo Arthur Saint-Léon, junto con la música original del compositor Cesare Pugni, para el Joffrey Ballet. La pieza fue reconstruida a partir del trabajo de Saint-Léon, quien había dejado sus registros utilizando su propio método de notación de danza denominado La Sténochorégraphie.
En 1982, Eddie Dombrower crea DOM el primer sistema computarizado de notación de danza, para la computadora personal Apple II. El sistema presenta una figura animada en la pantalla que realiza los movimientos de danza que especifica el coreógrafo.